# Robert Fitchett
Robert Fitchett (geboren im 20. Jahrhundert) ist ein US-amerikanischer Filmproduzent, der 1968 für einen Oscar nominiert war.
Fitchett trat ausschließlich mit dem von ihm produzierten Dokumentar-Kurzfilm See You at the Pillar (frei übersetzt Wir sehen uns an der Säule) im Filmbereich in Erscheinung, für und mit dem er bei der Oscarverleihung 1968 für einen Oscar in der Kategorie „Bester Dokumentar-Kurzfilm“ nominiert war. Im Film geht es in erster Linie um die irische Stadt Dublin. In einem Gespräch zwischen Anthony Quayle und Norman Rodway werden frühere berühmte Bewohner der Stadt, wie George Bernard Shaw, Oscar Wilde oder Brendan Behan zitiert. Auch ist Irish-Folk-Musik zu hören. Fitchett produzierte den Film seinerzeit mit Unterstützung des Tabakindustrieunternehmens P. J. Carroll & Co. für Associated British-Pathé.
Über Fitchetts Werdegang und seine eventuellen Aktivitäten im Filmbereich oder in anderen Bereichen ist nichts bekannt.

## Auszeichnungen
- 1968: Oscarnominierung für und mit See You at the Pillar